# Niccolò di Segna

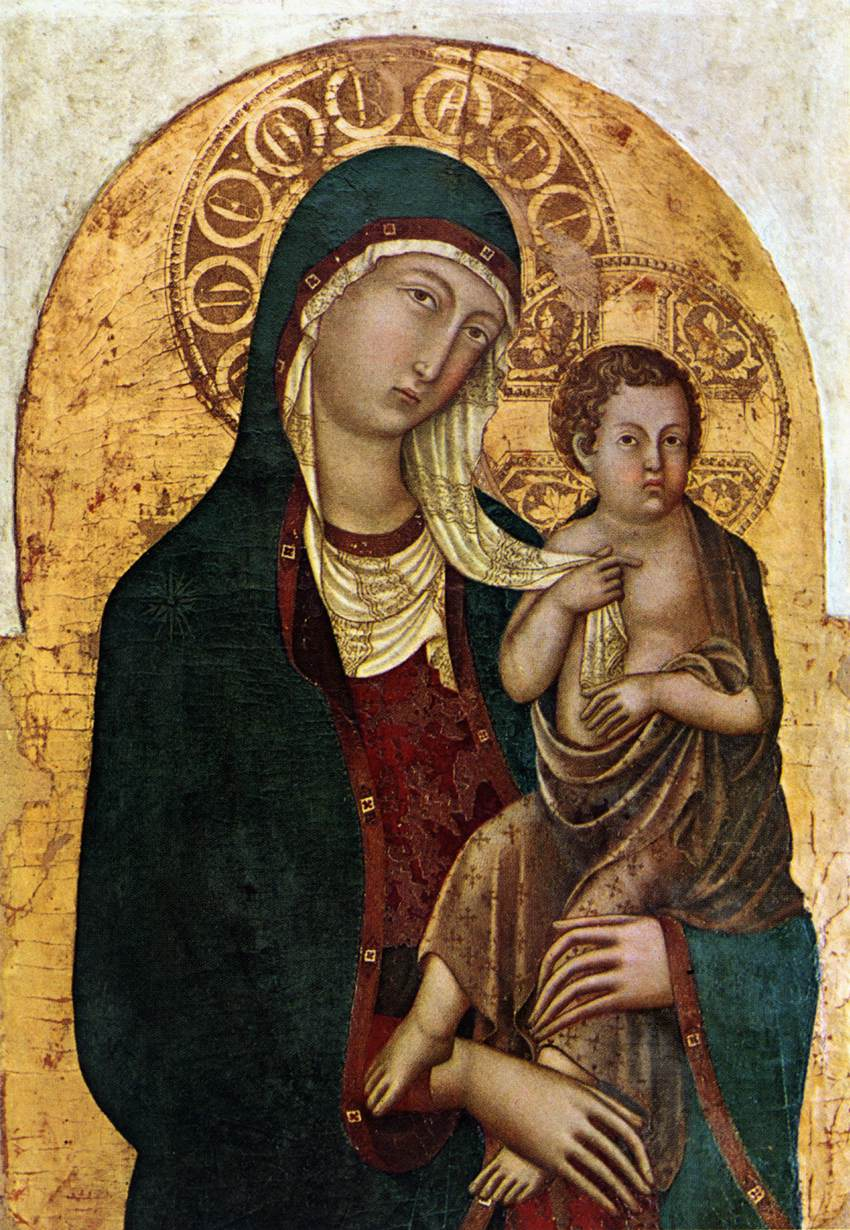
Madonna met Kind, Museo diocesano di Cortona

Niccolò di Segna was een Italiaanse schilder afkomstig uit Siena die gerekend wordt tot de Sienese school. Hij was actief in Siena in de eerste helft van de veertiende eeuw.

## Biografie
Niccolò was een zoon van Segna di Bonaventura, een Sienese schilder, en hij had een broer Francesco di Segna die ook schilderde. Hij kreeg zijn opleiding in het atelier van zijn vader, in de stijl van zijn grootoom Duccio di Buoninsegna. 
Hij wordt voor het eerst genoemd in een document uit 1331 toen hij een pand huurde van de Santa Maria della Misericordia in Siena om er een atelier in te vestigen. Het enige andere document waarin hij vermeld werd stamt uit 1348 en handelt over betalingen die hij ontving voor een altaarstuk dat hij maakte voor het hoofdaltaar van de San Agostino in Borgo Sansepolcro.

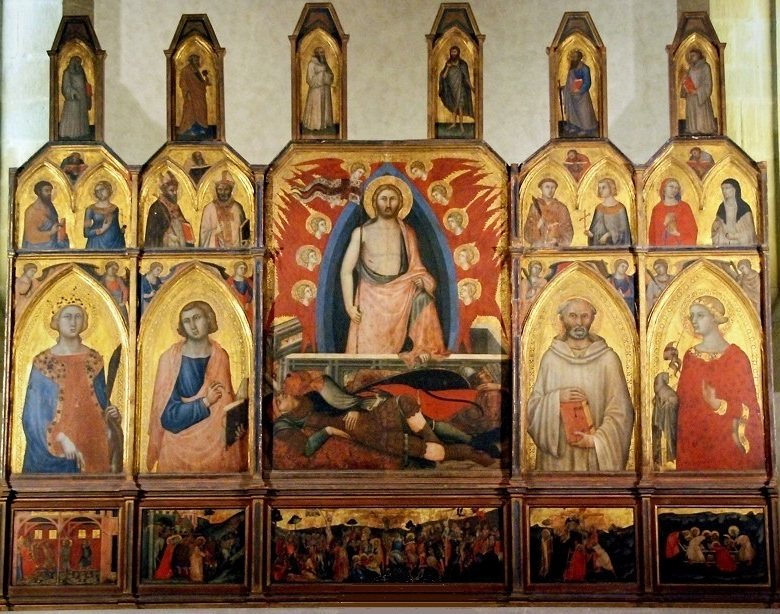
Veelluik van de Verrijzenis, dom van Borgo Sansepolcro

## Werken
Om het oeuvre van Niccolò te identificeren baseert men zich op twee werken die met zekerheid aan hem kunnen worden toegeschreven: een Madonna Kind uit 1336, afkomstig uit de kapel van San Galgano in Montesiepi (nu in het parochiehuis van Chiusdino), en het kruisbeeld van de Pinacoteca Nazionale di Siena (inv. 46), gesigneerd en gedateerd in 1345. Vooral de referte naar dit laatste werk van een matige kwaliteit, heeft ertoe geleid dat men hem een hele reeks werken van slechte kwaliteit toeschreef, waarvan later uit meer diepgaande studie bleek dat ze afkomstig waren van latere provinciale meesters.
Na zijn opleiding in het atelier van zijn vader, bleek al snel dat hij de beeldtaal van Duccio die hij zich daar eigen had gemaakt, verrijkte met elementen overgenomen van Ugolino di Nerio en Simone Martini, en creëerde  hij daarna zijn eigen persoonlijke stijl, sterk beïnvloed door de kracht van de vormentaal van Pietro Lorenzetti.

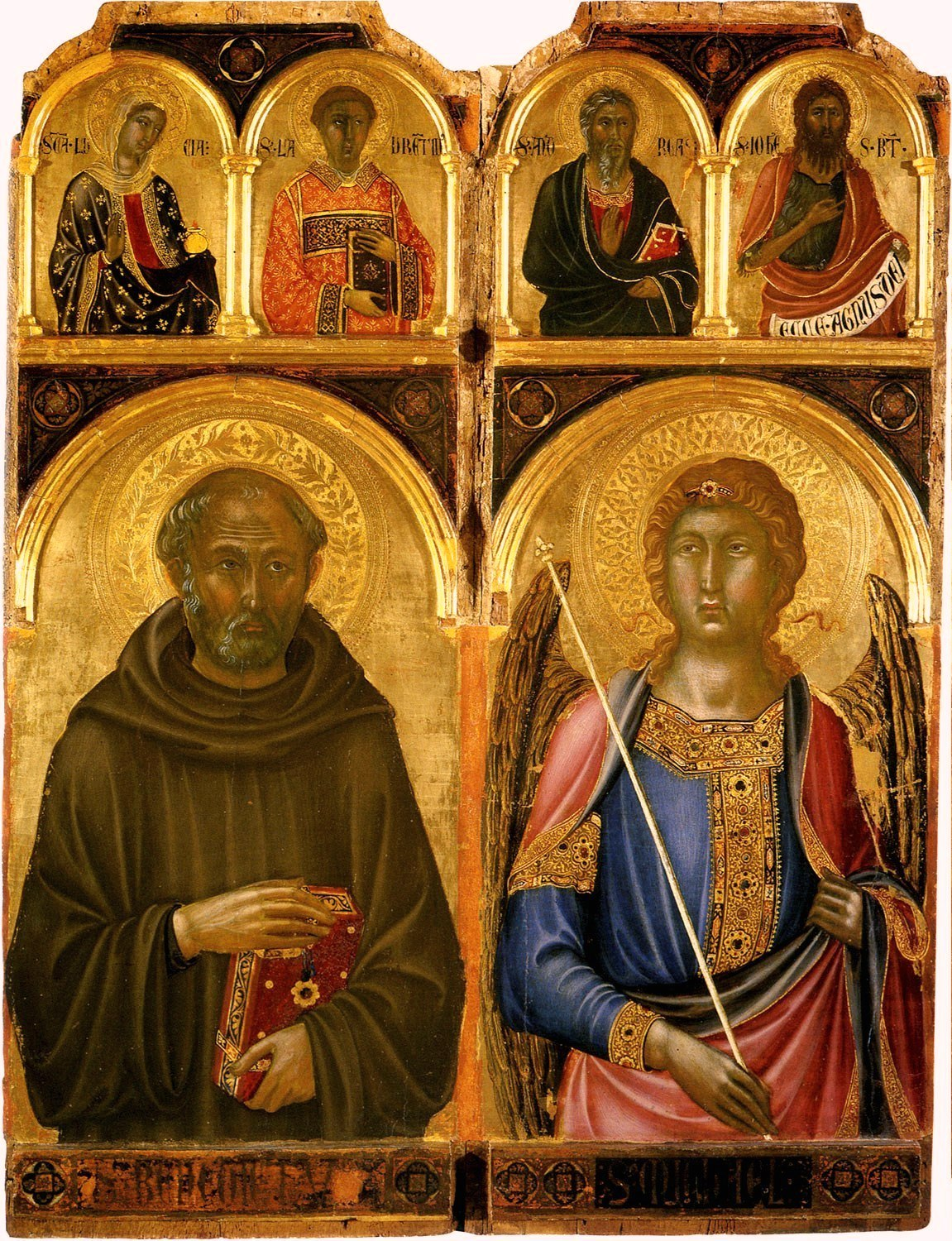
Veelluik n° 38 van de Pinacoteca Nazionale di Siena, met Benedictus en de aartsengel Michaël

Hierbij enkele werken van Niccolò di Segna.
Bij zijn vroege werken (derde decennium) rekent men:
- Kruisbeeld van de kerk van San Ippolito in Bibbiena (voorheen in S. Lorenzo)
- Madonna met Kind, ca. 1336, Museo Diocesano, Cortona
- Drieluik met de kruisiging en de HH. Johannes de Doper en Franciscus van Assisi nu in het Keresztény Múzeum van Esztergom
- Een tablet met de HH. Catharina van Alexandrië, Maria Magdalena en Margaretha van Cortona, bewaard in de Staatsgalerie in Stuttgart (inv. 3113)
- Getroonde Madonna met heiligen in het Museo Thyssen-Bornemisza in Madrid.

Later werk is onder meer:

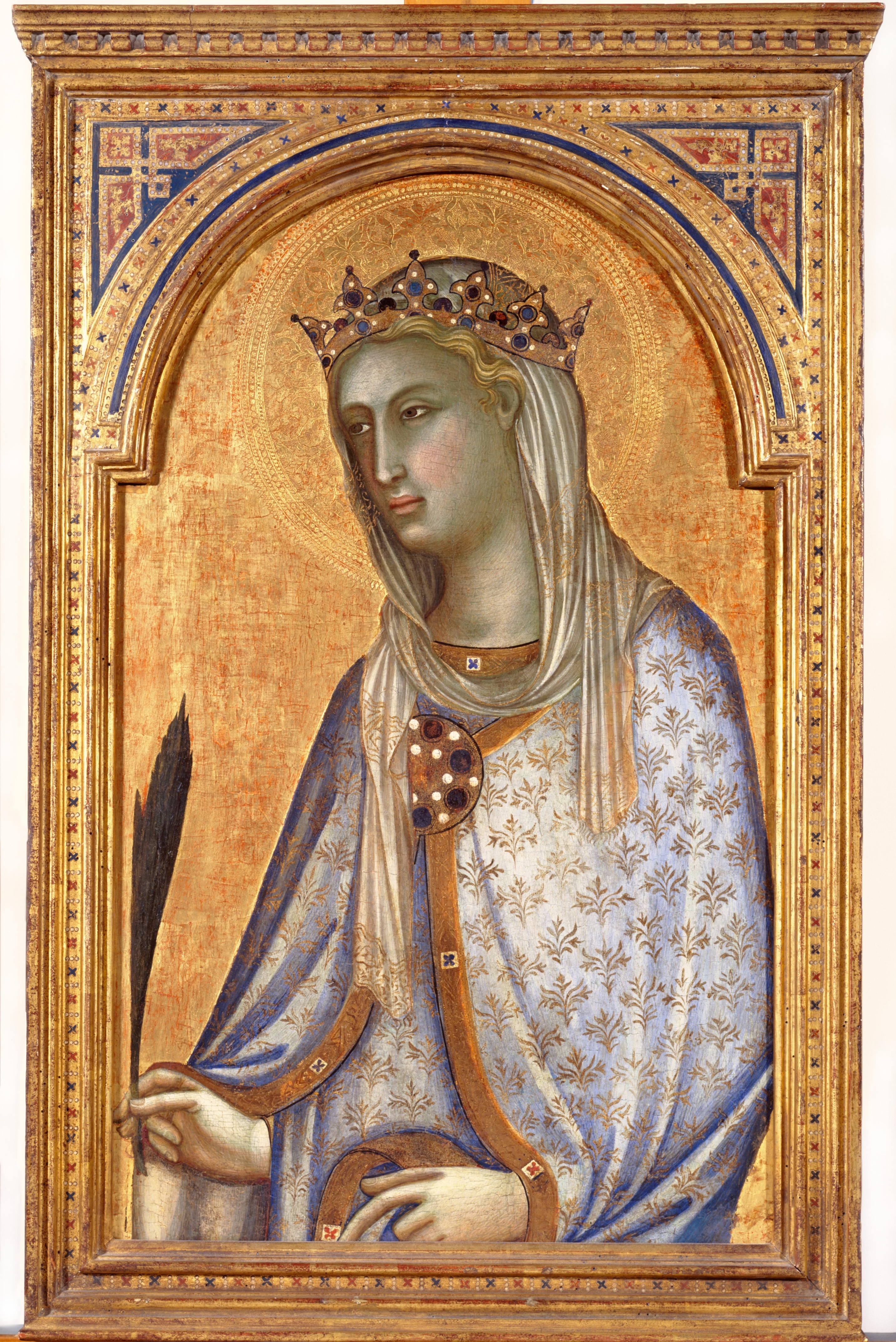
Heilige Catharina, High Museum of Art

- Veelluik n° 38 van de Pinacoteca Nazionale di Siena, waarvan het middenpaneel ontbreekt, met Benedictus en de aartsengel Michaël op de bijzonderste zijpanelen en de heilige Johannes Gualbert op het bovenpaneel. Op basis van de afgebeelde heiligen kan men besluiten dat dit paneel geschilderd werd voor de abdij van Vallombrosa.
- Uit de predella van veelluik n°38 zijn een aantal panelen bewaard:
  - Catharina van Alexandrië, Siena, Pinacoteca Nazionale (inv. 24)
  - Victor van Marseille en Ursula van Keulen, Musée des Beaux-Arts de Dijon
  - Een heilige bisschop, geveild bij Sotheby’s New York in mei 1995
  - Twee heilige bisschoppen, de ene drie kwart naar rechts gekeerd, de andere driekwart naar links, sedert  2008 in de collectie Salini te Asciano (Castello di Gallico)
  - Een gekruisigde Christus van het Museo Horne van Florence
  - De heilige Franciscus van Assisi van het Museo nazionale di San Matteo te Pisa
- Een Madonna met Kind, voorheen in de Drury-Lowe collectie in Locko Park, Derbyshire
- Een Madonna met kind in de Pinacoteca Nazionale di Siena (inv. 44)

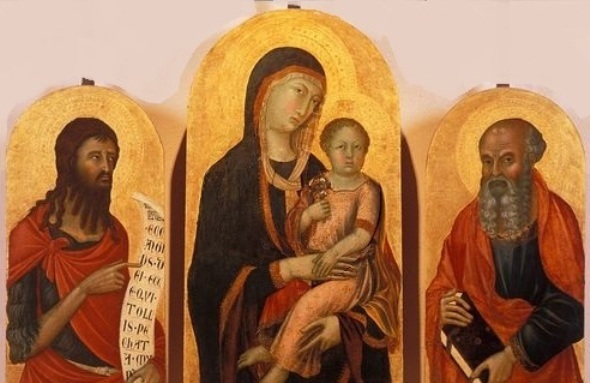
Getroonde Madonna tussen Johannes de Doper en de evangelist Johannes, Museo Diocesano d'Arte Sacra, Pienza.

Voor het mature werk rekent men vanaf 1336
- De Madonna van Montesiepi, hoger vermeld, maakte deel uit van een drieluik gemaakt door Niccolò voor de kapel van de heilige Galgano in Montesiepi in 1336. Het middenpaneel van het drieluik toonde een kruisiging, de zijpanelen de heilige Galgano Guidotti en de aartsengel Michaël. De madonna was geschilderd op de achterzijde van het middenpaneel, dat dienst deed als deur van een reliekschrijn. Het plasticisme en het clair-obscur van dit werk zijn het uitgangspunt voor toeschrijving van werken aan de mature productiefase van de meester.
- Madonna met Kind van de Fondazione Giorgio Cini in Venetië (inv. 8), afkomstig uit de kerk van de heilige Franciscus in Prato, gemaakt ca. 1340. De zijpanelen van dit werk zijn een heilige Lucia nu in het Walters Art Museum in Baltimore (inv. 37.756), de HH. Vitalis en Catharina van het High Museum of Art in Atlanta (inv. 58.51, 58.52) en de heilige Bartolomeüs van de Pinacoteca Nazionale van Siena (inv. 37). Deze panelen waren bekroond met een paneeltje met een aantal heiligen geschilderd in een structuur met bogen. Dit bovenpaneel is bewaard gebleven op het paneel van Siena. Tabletjes afkomstig van de andere bovenpanelen bevinden zich vandaag onder meer in de collectie Jan Herman van Heek  in 's-Heerenberg en in de Hermitage in Sint-Petersburg. Dit werk toont naast de Ducciaanse stijlelementen duidelijk de invloed van Pietro Lorenzetti op het werk van de meester.
- Madonna met Kind van de Villa I Tatti in Settignano
- Drieluik met een getroonde Madonna tussen Johannes de Doper en de evangelist Johannes nu bewaard in het Museo Diocesano d'Arte Sacra van Pienza. Twee frontons met een engel die de zijpanelen van dit drieluik bekroonden worden nu bewaard in het Cleveland Museum of Art en de fronton van het middenpaneel met een zegenende Verlosser bevindt zich in het North Carolina Museum of Art in Raleigh.
- Fresco’s in de S. Leonardo e Cristoforo in Monticchiello (Siena)
- Fresco’s, onder meer de kindermoord van Bethlehem, samen met zijn broer Niccolò en Pietro Lorenzetti in de Basilica di Santa Maria dei Servi, Siena.[1]
- Het kruisbeeld van de Pinacoteca nazionale di Siena (inv. 46), gesigneerd en gedateerd in 1345
- Het veelluik van de verrijzenis, uitgevoerd voor de abdij van Borgo Sansepolcro, is het laatst bekende werk van deze kunstenaar. Het is een voorbeeld van de Sienese schilderkunst van het midden van de veertiende eeuw met nog enkele echo’s van de Duccio-traditie maar vooral in de stijl van de nieuwe modelschilders: Simone Martini en de gebroeders Lorenzetti.

- Gemeinsame Normdatei: 122359216
- Library of Congress Control Number: nr91028518
- RKD-Nederlands Instituut voor Kunstgeschiedenis: 59344
- Union List of Artist Names: 500007938
- Virtual International Authority File: 23021340